# Scansoriopteryx
Scansoriopteryx là một chi khủng long, được Czerkas & Yuan mô tả khoa học năm 2002.